# 日本赤十字社の施設一覧
- 組織の一覧 > 日本の組織一覧 > 日本赤十字社の施設一覧
- 日本関連一覧 > 日本の組織一覧 > 日本赤十字社の施設一覧

日本赤十字社の施設一覧（にっぽんせきじゅうじしゃのしせついちらん）は、日本赤十字社が設置及び管理する（指定管理者として管理運営を受任する施設を含む）医療機関、献血施設、社会福祉施設、教育施設の一覧を示す。

## 医療機関

### 本社
- 日本赤十字社医療センター[注釈 1]

### 北海道
- 旭川赤十字病院（旧名称:日本赤十字社北海道支部仮病院・日本赤十字社北海道支部病院・旭川陸軍病院旭川赤十字病院・日本赤十字社北海道支部旭川病院・旭川陸軍病院赤十字病院）
- 浦河赤十字病院（旧名称:浦河町立病院・日本赤十字社北海道支部浦河療院）
- 清水赤十字病院（旧名称:日本赤十字社北海道支部清水診療所）
- 北見赤十字病院（旧名称:総合病院北見赤十字病院・日本赤十字社北海道支部北見病院・日本赤十字社北海道支部野付牛病院・日本赤十字社北海道支部野付牛療院）
- 釧路赤十字病院（旧名称:釧路博済病院）
- 小清水赤十字病院（旧名称:総合病院北見赤十字病院小清水分院・北見赤十字病院小清水分院・日本赤十字社北海道支部北見病院小清水分院・日本赤十字社北海道支部野付牛病院小清水分院）
- 伊達赤十字病院（旧名称:日本赤十字社北海道支部伊達療院）
- 置戸赤十字病院（旧名称:北見赤十字病院置戸分院）
- 函館赤十字病院（旧名称:日本赤十字社北海道支部函館診療所）
- 栗山赤十字病院（旧名称:町立栗山病院）

### 東北
青森県
- 八戸赤十字病院（旧名称:八戸市立病院）

岩手県
- 盛岡赤十字病院（旧名称:盛岡陸軍病院赤十字病院・日本赤十字社岩手支部病院）

宮城県
- 仙台赤十字病院[注釈 2]（旧名称:日本赤十字社宮城支部診療所・日本赤十字社宮城支部常設救護所）
- 石巻赤十字病院（旧名称:宮城県立宮城病院石巻分院）

秋田県
- 秋田赤十字病院[注釈 3]（旧名称:日本赤十字社秋田支部病院）
  - 秋田赤十字病院附属あきた健康管理センター

福島県
- 福島赤十字病院[注釈 4]（旧名称:綜合病院福島赤十字病院・日本赤十字社福島支部福島療院）

### 関東甲信越
茨城県
- 古河赤十字病院[注釈 5]（旧名称:猿島赤十字病院・日本赤十字社茨城県支部猿島診療所）
- 水戸赤十字病院（旧名称:日本赤十字社茨城支部病院）

栃木県
- 足利赤十字病院[注釈 6]（旧名称:日本医療団足利地方病院）
- 那須赤十字病院[注釈 7]（旧名称:大田原赤十字病院・日本医療団大田原地方病院）
- 芳賀赤十字病院[注釈 8]（旧名称:日本赤十字社栃木支部芳賀赤十字病院・日本医療団芳賀病院・株式会社芳賀病院）

群馬県
- 原町赤十字病院[注釈 9]（旧名称:日本赤十字社群馬支部原町診療所）
- 前橋赤十字病院[注釈 10]（旧名称:霞ケ浦海軍病院前橋赤十字病院分院・高崎陸軍病院赤十字病院・日本赤十字社群馬支部病院）

埼玉県
- さいたま赤十字病院[注釈 11]（旧名称:大宮赤十字病院・与野赤十字病院・日本赤十字社埼玉支部与野病院・日本赤十字社埼玉支部与野療院・日本赤十字社埼玉支部療院）
- 小川赤十字病院（旧名称:日本赤十字社埼玉支部小川療院・野比海軍病院小川赤十字病院）
- 深谷赤十字病院（旧名称:公立深谷病院）

千葉県
- 成田赤十字病院（旧名称:日本医療団成田地方病院）

東京都
- 大森赤十字病院[注釈 12]
- 東京かつしか赤十字母子医療センター[注釈 13]（旧名称:葛飾赤十字産院)
- 武蔵野赤十字病院

神奈川県
- 相模原赤十字病院（旧名称:津久井赤十字病院・中野赤十字病院）
- 秦野赤十字病院（旧名称:日本赤十字社神奈川支部秦野診療所）

山梨県
- 山梨赤十字病院（旧名称:岳麓赤十字病院・日本赤十字社山梨支部岳麓療院・組合立診療所）

長野県
- 安曇野赤十字病院[注釈 14]（旧名称:長野県南安曇郡豊科町外五ヶ村伝染病院組合・豊科赤十字病院）
- 飯山赤十字病院
- 川西赤十字病院（旧名称:北佐久郡本牧村外8ヶ村川西連合組合伝染病院・北佐久郡本牧村外8ヶ村組合立川西連合病院）
- 下伊那赤十字病院（旧名称:下伊那赤十字診療所）
- 諏訪赤十字病院[注釈 15]（旧名称:公立高嶋病院・諏訪郡立高嶋病院・諏訪郡立諏訪病院・日本赤十字社長野支部病院諏訪分院・日本赤十字社長野支部諏訪病院・横須賀海軍病院諏訪赤十字病院・野比海軍病院諏訪赤十字病院・日本赤十字社本部諏訪病院）
- 長野赤十字病院（旧名称:長野陸軍病院長野赤十字病院・松本陸軍病院赤十字病院・日本赤十字社長野支部病院・長野町周辺在住者医学研究所・長野県公立病院・長野町外4ヶ町村公立病院・長野市立病院）

新潟県
- 長岡赤十字病院[注釈 16]（旧名称:舞鶴海軍病院・長岡赤十字病院・日本赤十字社新潟支部病院（新潟支部長岡病院）・財団法人長岡病院・長岡會社病院）

### 東海北陸
石川県
- 金沢赤十字病院（旧名称:日本赤十字社石川支部産院）

富山県
- 富山赤十字病院[注釈 17]（旧名称:日本赤十字社富山支部病院・富山陸軍病院赤十字病院・富山市立病院・新婦病院・上新川郡立病院・富山県立病院・石川県立富山病院・石川県立病院富山分院）

福井県
- 福井赤十字病院（旧名称:日本赤十字社福井支部病院）

岐阜県
- 岐阜赤十字病院（旧名称:日本赤十字社岐阜支部岐阜診療所・日本赤十字社岐阜支部常設救護所）
- 高山赤十字病院（旧名称:綜合病院高山赤十字病院・日本赤十字社岐阜支部斐太病院・日本赤十字社岐阜支部斐太療院・飛騨三郡立大野郡病院・公立大野郡病院）

静岡県
- 静岡赤十字病院（旧名称:日本赤十字社静岡支部病院）
- 伊豆赤十字病院（旧名称:日本赤十字社静岡支部伊豆診療所）
- 裾野赤十字病院（旧名称:中駿赤十字病院・日本赤十字社静岡支部中駿診療所）
- 浜松赤十字病院[注釈 18]（旧名称:総合病院浜松赤十字病院・日本赤十字社静岡支部浜松療院・日本赤十字社静岡支部浜松診療所）

愛知県
- 日本赤十字社愛知医療センター名古屋第一病院 （旧名称:名古屋第一赤十字病院・横須賀海軍病院・名古屋陸軍病院・名古屋赤十字病院・日本赤十字社愛知支部名古屋病院)
- 日本赤十字社愛知医療センター名古屋第二病院（旧名称:名古屋第二赤十字病院・日本赤十字社愛知支部八事療養所）

三重県
- 伊勢赤十字病院[注釈 19]（旧名称:山田赤十字病院・日本赤十字社三重支部山田病院・宇治山田町立病院）

### 近畿
滋賀県
- 大津赤十字病院（旧名称:日本赤十字社滋賀支部病院・滋賀県松本病院・大津公立病院・滋賀県立大津病院・滋賀県立駆黴院）
- 大津赤十字志賀病院
- 長浜赤十字病院（旧名称:日本赤十字社滋賀支部長浜療院・日本赤十字社滋賀支部病院長浜診療所）

京都府
- 京都第一赤十字病院（旧名称:舞鶴海軍病院京都第一赤十字病院・京都陸軍病院・日本赤十字社京都支部病院）
- 京都第二赤十字病院（旧名称:日本赤十字社京都支部中御門病院・日本赤十字社京都支部療院・日本赤十字社京都支部常設救護所）
- 舞鶴赤十字病院

大阪府
- 大阪赤十字病院[注釈 20]（旧名称:大阪陸軍病院赤十字病院・日本赤十字社大阪支部病院）
- 高槻赤十字病院（旧名称:大阪阿武山赤十字病院・大阪阿武野赤十字病院・大阪赤十字病院分院「阿武野勝景園」・大阪第二陸軍病院阿武野赤十字病院・大阪赤十字病院阿武野分院・大阪陸軍病院阿武野赤十字病院・日本赤十字社大阪支部病院分院「阿武野勝景園」）

兵庫県
- 神戸赤十字病院[注釈 21]
- 多可赤十字病院（旧名称:中町赤十字病院・柏原赤十字病院中町分院）
- 姫路赤十字病院[注釈 22]（旧名称:日本赤十字社兵庫支部姫路病院・兵庫県立姫路病院・兵庫県立病院・兵庫県公立病院）

和歌山県
- 日本赤十字社和歌山医療センター[注釈 23]（旧名称:和歌山赤十字病院・和歌山陸軍病院赤十字病院・日本赤十字社和歌山支部病院）

### 中国四国
鳥取県
- 鳥取赤十字病院[注釈 24]（旧名称:鳥取県立鳥取病院・鳥取陸軍病院赤十字病院・日本赤十字社鳥取支部病院・舞鶴海軍病院鳥取赤十字病院）

島根県
- 松江赤十字病院[注釈 25]（旧名称:松江陸軍病院赤十字病院・日本赤十字社島根支部病院）
- 益田赤十字病院[注釈 26]（旧名称:日原共存病院益田分院・益田共存病院・美濃共存病院）

岡山県
- 岡山赤十字病院（旧名称:総合病院岡山赤十字病院・日本赤十字社岡山支部療院）
  - 岡山赤十字病院玉野分院（旧名称:玉野赤十字病院・日本赤十字社岡山支部玉野診療所）

広島県
- 広島赤十字・原爆病院[注釈 27]（旧名称:広島赤十字病院・広島陸軍病院赤十字病院・日本赤十字社広島支部病院）
  - 広島赤十字・原爆病院メモリアルパーク
- 庄原赤十字病院（旧名称:日本赤十字社広島支部庄原療院・組合立庄原病院）
- 総合病院三原赤十字病院（旧名称:三原赤十字病院・三原市立三原中央病院）

山口県
- 小野田赤十字病院（旧名称:日本赤十字社山口支部臨海療養院）
- 綜合病院山口赤十字病院（旧名称:山口赤十字病院・岩国海軍病院赤十字病院・山口陸軍病院赤十字病院・日本赤十字社山口支部病院・山口県立病院）

徳島県
- 徳島赤十字病院[注釈 28]（旧名称:小松島赤十字病院・日本赤十字社徳島支部診療所・小松島町立診療所）

香川県
- 高松赤十字病院（旧名称:呉海軍病院高松赤十字病院・善通寺陸軍病院赤十字病院・日本赤十字社香川支部病院）

愛媛県
- 松山赤十字病院[注釈 29]（旧名称:呉海軍病院松山赤十字病院・呉海軍病院愛媛赤十字病院・松山陸軍病院赤十字病院・日本赤十字社愛媛支部病院）

高知県
- 高知赤十字病院[注釈 30]（旧名称:日本赤十字社高知支部病院・日本赤十字社高知支部療院）

### 九州沖縄
福岡県
- 福岡赤十字病院[注釈 31]（旧名称:日本赤十字社福岡支部福岡診療所）
- 今津赤十字病院（旧名称:福岡赤十字病院・今津結核療養所・日本赤十字社福岡支部今津療養院・今津海浜病院）
- 嘉麻赤十字病院（旧名称:筑前山田赤十字病院・日本赤十字社福岡支部山田診療所）

佐賀県
- 唐津赤十字病院[注釈 32]（旧名称:唐津市民病院）

長崎県
- 日本赤十字社長崎原爆病院[注釈 33]
- 日本赤十字社長崎原爆諫早病院

熊本県
- 熊本赤十字病院[注釈 34]（旧名称:日本赤十字社熊本支部診療所）
  - 日本赤十字社熊本健康管理センター（旧名称:日本赤十字社熊本県支部診療所健康管理センター）

大分県
- 大分赤十字病院[注釈 35]

鹿児島県
- 鹿児島赤十字病院（旧名称:錦江赤十字病院・日本赤十字社鹿児島支部錦江療院・海濱院・堺濱海濱院）

沖縄県
- 沖縄赤十字病院[注釈 36]（旧名称:厚生協会診療所・厚生協会病院）

### 廃止または閉院・改称または改組・統合・移管された施設

#### 本社
- 日本赤十字社中央病院（旧名称:日本赤十字社病院・博愛社病院）-昭和47年11月、日本赤十字社産院と統合し日本赤十字社医療センターに改称。
- 日本赤十字社産院-同上。

#### 北海道
- 函館桟橋駅赤十字ハウス-昭和33年12月閉鎖。
- 旭川赤十字病院附属層雲峡診療所-平成11年3月閉鎖。
- 総合病院北見赤十字病院（現:北見赤十字病院）生田原分院（旧名称:北見赤十字病院生田原分院）-昭和39年3月31日、生田原町（現:遠軽町）に有償移管。

### 東北
岩手県
- 藪川診療所[注釈 37]-昭和44年5月閉鎖。

秋田県
- 秋田赤十字病院本荘分院（内藤病院）-昭和23年8月廃止。
- 秋田赤十字病院金浦温泉診療所-平成2年4月30日閉鎖。

山形県
- 日本赤十字社山形支部常設診療所-昭和24年、東根保養所と統合し東根赤十字病院となった為廃止。
- 東根保養所-同上。
- 東根赤十字病院-患者数の減による資金の不足等や経営の悪化により昭和36年閉院。

#### 関東甲信越
群馬県
- 日本赤十字社群馬県支部宝泉診療所-昭和43年10月閉鎖。

東京都
- 日本赤十字社東京支部大森診療所-大森赤十字病院の開院に伴い、昭和28年7月19日廃止。
- 新宿赤十字病院（旧名称:新宿赤十字産院・日本赤十字社東京支部西大久保療院・日本赤十字社東京支部篠田療院）-診療機能の整理が必要との考えから武蔵野赤十字病院との統合により平成8年3月31日廃止。新宿赤十字病院廃止後は武蔵野赤十字病院に統合され同病院の継承業務を引き継ぎ現在に至っている。

神奈川県
- 横浜赤十字病院（旧名称:臨時救急病院・根岸療院）-横浜市立みなと赤十字病院の開院に伴い、平成17年3月閉院。横浜赤十字病院閉院後は横浜市立港湾病院と統合し平成17年4月に横浜市立みなと赤十字病院を開院し現在に至っている。

長野県
- 小海赤十字病院 -平成15年4月、佐久総合病院（佐久病院）に移管。小海赤十字病院は佐久総合病院（佐久病院）小海分院（小海分院は南部５カ町村とJA長野八ヶ岳の支援を受け平成17年7月に新築）として開院。
- 長野赤十字上山田病院-平成20年4月1日休止。平成21年3月31日閉院。
- 長野赤十字病院附属上山田診療所-同年3月31日閉所。
- 望月町春日診療所[注釈 38]-平成17年4月1日、旧佐久市・北佐久郡望月町・浅科村・南佐久郡臼田町との新設合併に伴い佐久市春日地区出張診療所に名称変更。

#### 東海北陸
静岡県
- 引佐赤十字病院（旧名称:日本赤十字社静岡支部引佐診療所）-令和7年3月31日閉院。

石川県
- 日本赤十字社石川支部金沢診療所-診療所の業務の吸収し金沢赤十字病院が開設された為、昭和27年3月閉鎖。
- 日本赤十字社石川支部金沢第2診療所-同上、昭和27年12月31日閉鎖。

岐阜県
- 中津川赤十字病院（旧名称:中津町立中津川病院・日本医療団中津川病院）-昭和31年、中津川市が買収し国民健康保険中津川市民病院（現:中津川市民病院）に改称。
- 金山赤十字病院（旧名称:日本医療団金山病院）-昭和32年、金山町に移管し金山町立金山病院（現:下呂市立金山病院）に改称。

静岡県
- 総合病院浜松赤十字病院（現:浜松赤十字病院）天竜川診療所（旧名称:浜松赤十字病院天竜川診療所）-昭和40年3月廃止。

愛知県
- 日本赤十字社愛知県支部葉栗診療所（旧名称:日本赤十字社愛知支部葉栗診療所）-昭和37年、一宮市に移管し一宮市民病院葉栗診療所（昭和44年廃止）に改称。
- 日本赤十字社愛知支部療院（旧名称:日本赤十字社愛知支部名古屋診療所）-昭和12年4月に日本赤十字社愛知支部名古屋病院の誕生により廃院。

三重県
- 鈴鹿赤十字病院-昭和39年6月30日廃止。同年7月1日、鈴鹿赤十字病院が改組され鈴鹿厚生病院として昭和40年1月に開院。
- 山田赤十字病院（現:伊勢赤十字病院）附属前島診療所-昭和33年3月31日廃止。

#### 近畿
京都府
- 舞鶴赤十字病院綾部診療所（旧名称:日本赤十字社京都府支部綾部診療所）-昭和31年10月閉鎖。
- 舞鶴赤十字病院丹後木津診療所（旧名称:日本赤十字社京都府支部丹後木津診療所）-昭和36年3月閉鎖。
- 京都第一赤十字病院附属田辺診療所-平成8年3月廃止。
- 京都第一赤十字病院七条分院-昭和41年4月閉鎖。
- 京都第二赤十字病院救急分院-昭和53年1月廃止。

大阪府
- 大阪赤十字病院法円坂分院-精神神経科を法円坂分院から移転した事に伴い昭和50年7月閉院。

兵庫県
- 須磨赤十字病院（旧名称:日本赤十字社兵庫支部療養院・神戸赤十字療養所）-旧神戸赤十字病院（旧名称:日本赤十字社兵庫支部附属救護所・日本赤十字社兵庫支部診療所・日本赤十字社兵庫支部神戸診療院・日本赤十字社兵庫支部附属診療所）と統合再編し平成14年10月に新制神戸赤十字病院が発足した為廃止。新制神戸赤十字病院は後に神戸市中央区下山手通から神戸市中央区脇浜海岸通に移転し隣接する兵庫県災害医療センターと共に2003年8月診療開始、開院。須磨赤十字病院は後に神戸赤十字病院須磨分院として平成15年4月に新築開院し神戸赤十字病院附属須磨診療所（後述）に改称され平成27年3月31日閉院し現在は平成27年6月1日に開院した敬誠会須磨診療所となっており現在に至っている。
- 柏原赤十字病院（旧名称:日本赤十字社兵庫支部柏原病院・日本赤十字社兵庫支部柏原診療院・町立柏原病院）-兵庫県立柏原病院と統合し兵庫県立丹波医療センターが発足予定の為平成31年（令和元年）3月31日閉院。
- 神戸赤十字病院附属須磨診療所（旧名称:神戸赤十字病院須磨分院・須磨赤十字病院・日本赤十字社兵庫支部療養院・神戸赤十字療養所）-平成27年3月31日閉院。

奈良県
- 奈良赤十字病院（旧名称:日本赤十字社奈良支部診療所）-病院経営に行き詰まった事により昭和37年1月閉院。
  - 奈良赤十字病院高畑分院-同上。

#### 中国四国
広島県
- 日本赤十字社広島原爆病院-昭和63年4月、広島赤十字病院と統合し広島赤十字・原爆病院に改称。
- 糸崎赤十字病院（旧名称:日本赤十字社広島支部糸崎療養院（結核療養所））-昭和39年3月31日、施設の老朽化や市内に三原赤十字病院が存在して居たこと等により三原赤十字病院と統合廃止（閉鎖）。
- 糸崎赤十字病院木原診療所（旧名称:日本赤十字社広島支部糸崎療養院（結核療養所）木原診療所）-同上。

山口県
- 綜合病院山口赤十字病院附属下関診療所（旧名称:山口赤十字病院附属下関診療所・日本赤十字社山口支部下関診療所）-昭和37年6月廃止。

徳島県
- 浅川診療所-昭和30年5月廃止。

香川県
- 高松赤十字産院-昭和38年、高松赤十字病院に吸収合併。

#### 九州沖縄
福岡県
- 日本赤十字社福岡支部伊田診療所-昭和20年7月、日本医療団福岡支部田川病院（現:田川市立病院）に改称。

長崎県
- 五島赤十字病院-昭和39年10月、公立五島病院と統合し五島病院（現:長崎県五島中央病院）に改称。

宮崎県
- 日本赤十字社宮崎診療所-後任の医師が確保出来ずに昭和36年6月休止。昭和37年4月廃止。
- 赤十字ベトナムの家-平成6年10月4日閉鎖。

鹿児島県
- 鹿児島赤十字病院附属郡元診療所（旧名称:錦江赤十字病院附属診療所・日本赤十字社鹿児島県支部錦江療院鹿児島診療所・日本赤十字社鹿児島支部錦江療院鹿児島診療所）-昭和49年4月26日廃止。
- 鹿児島赤十字病院火の河原出張診療所-平成22年3月31日廃止。
- 鹿児島赤十字病院錫山出張診療所　(旧名称:錦江赤十字病院錫山出張診療所・日本赤十字社鹿児島県支部錫山出張診療所) -同上。

## 献血施設

### 本社
日本赤十字社
- - 日本赤十字社中央血液センター
  - 日本赤十字社血液事業本部 辰巳分室
  - 日本赤十字社血液事業本部 大田分室
  - 日本赤十字社血液事業本部 中央骨髄データセンター
  - 日本赤十字社血漿分画センター
  - 日本赤十字社血液管理センター

### 北海道
北海道ブロック血液センター
- 北海道赤十字血液センター[注釈 39]
  - 大通出張所（大通献血ルーム）
  - 新さっぽろ出張所（新さっぽろ献血ルーム）
  - 札幌駅前出張所（アスティ献血ルーム）
  - 厚別出張所
  - 岩見沢出張所
  - 室蘭出張所（旧名称:北海道室蘭赤十字血液センター（道内血液センターの一体化運営開始に伴い、北海道を付す名称（室蘭赤十字血液センターを）に変更）・室蘭赤十字血液センター（血液センターの規約改定に伴い、北海道を削除し（北海道室蘭赤十字血液センターを）名称変更）・北海道室蘭赤十字血液センター（開設））
  - 苫小牧出張所（旧名称:北海道室蘭赤十字血液センター苫小牧出張所）
  - 旭川事業所（旧名称:北海道旭川赤十字血液センター（道内血液センターの一体化運営開始に伴い、北海道を付す名称（旭川赤十字血液センターを）に変更）・旭川赤十字血液センター（血液センターの規約改定に伴い、北海道を削除し（北海道旭川赤十字血液センターを）名称変更）・北海道旭川赤十字血液センター（北海道赤十字血液銀行旭川支所を名称変更）・北海道赤十字血液銀行旭川支所（開設））
  - 旭川駅前出張所（北彩都あさひかわ献血ルーム）
  - 北見出張所（旧名称:北海道旭川赤十字血液センター北見出張所）
  - 稚内出張所（旧名称:北海道旭川赤十字血液センター稚内出張所）
  - 釧路事業所（旧名称:北海道釧路赤十字血液センター（道内血液センターの一体化運営開始に伴い、北海道を付す名称（釧路赤十字血液センターを）に変更）・釧路赤十字血液センター（血液センターの規約改定に伴い、北海道を削除し（北海道釧路赤十字血液センターを）名称変更）・北海道釧路赤十字血液センター（北海道赤十字血液銀行釧路支所を名称変更）・北海道赤十字血液銀行釧路支所（開設））
  - 帯広出張所（旧名称:北海道釧路赤十字血液センター帯広出張所）（帯広すずらん献血ルーム）
  - 函館事業所（旧名称:北海道函館赤十字血液センター（道内血液センターの一体化運営開始に伴い、北海道を付す名称（函館赤十字血液センターを）に変更）・函館赤十字血液センター（血液センターの規約改定に伴い、北海道を削除し（北海道函館赤十字血液センターを）名称変更）・北海道函館赤十字血液センター（開設））

### 東北
東北ブロック血液センター
- 青森県赤十字血液センター
  - 日赤青森県支部採血出張所（青森献血ルーム）
  - 弘前採血出張所（弘前献血ルームCoCoSA）
  - 八戸採血出張所（旧名称:青森県八戸赤十字血液センター）
- 岩手県赤十字血液センター
  - 奥州供給出張所
  - 盛岡大通り出張所（もりおか献血ルームメルシー）
- 宮城県赤十字血液センター[注釈 40]
  - 一番町出張所（杜の都献血ルームAOBA）
  - 仙台駅前出張所（献血ルームアエル20）
  - 登米供給出張所
- 秋田県赤十字血液センター
  - 秋田県赤十字血液センター（献血パーク るうぷ）
  - 広小路出張所（アトリオン献血ルーム）
- 山形県赤十字血液センター
  - 庄内出張所
  - 山形駅前出張所（献血ルームSAKURAMBO）
- 福島県赤十字血液センター
  - 会津出張所（旧名称:福島県会津赤十字血液センター）
  - いわき出張所（旧名称:福島県いわき赤十字血液センター）
  - 郡山駅前出張所（郡山駅前献血ルーム）
  - 郡山供給出張所
  - 相馬供給出張所

### 関東甲信越
関東甲信越ブロック血液センター
- 東京製造所
- 神奈川製造所
- 埼玉製造所（旧名称:埼玉県東松山赤十字血液センター）
- 茨城県赤十字血液センター[注釈 41]
  - つくば供給出張所
  - つくば出張所（つくば献血ルーム）
  - 水戸出張所（献血ルーム MEET）
- 栃木県赤十字血液センター
  - 宇都宮大通り出張所（うつのみや大通り献血ルーム）
- 群馬県赤十字血液センター
  - 高崎出張所（高崎駅献血ルーム Harmony）
  - 前橋出張所（前橋献血ルーム（旧名称:献血ルーム・前橋ハートランド））
  - 太田出張所（太田献血ルーム（旧名称:献血ルーム・太田YOU愛））
- 埼玉県赤十字血液センター[注釈 42]
  - 日高事業所（旧名称:埼玉県赤十字血液センター（第三血液センターを名称変更）（旧社屋）・第三血液センター（開設））
  - 熊谷出張所（旧名称:埼玉県熊谷赤十字血液センター（熊谷赤十字血液センターを名称変更）・熊谷赤十字血液センター（開設））
  - 大宮出張所（大宮献血ルーム ウエスト）
  - 越谷出張所（越谷レイクタウン献血ルーム）
  - 川越出張所（川越クレアモール献血ルーム）
  - 鴻巣出張所（鴻巣献血ルーム）
  - 所沢出張所（所沢プロペ通り献血ルーム）
  - 川口出張所（川口駅献血ルーム）
  - 熊谷駅出張所（熊谷駅献血ルーム）
- 千葉県赤十字血液センター[注釈 43]
  - 千葉港事業所（旧名称:千葉港出張所（千葉県千葉港赤十字血液センターを名称変更）・千葉県千葉港赤十字血液センター（千葉県赤十字血液センター（旧社屋）を名称変更）・千葉県赤十字血液センター（開設）（旧社屋））
  - 鴨川供給出張所
  - 千葉出張所（モノレールちば駅献血ルーム）
  - 運転免許センター出張所（運転免許センター献血ルーム）
  - 津田沼出張所（津田沼献血ルーム）
  - 船橋出張所（献血ルーム フェイス）
  - 松戸出張所（松戸献血ルーム Pure）
  - 柏出張所（柏献血ルーム）
- 東京都赤十字血液センター[注釈 44]
  - 辰巳供給出張所
  - 立川事業所（旧名称:東京都西赤十字血液センター（東京西赤十字血液センターを名称変更）・東京西赤十字血液センター（八王子赤十字血液センターを移転し名称変更））
  - 武蔵野出張所（旧名称:東京都西赤十字血液センター武蔵野出張所（東京都武蔵野赤十字血液センターを名称変更）・東京都武蔵野赤十字血液センター（都内血液センター一本化の為東京都赤十字血液センター（旧社屋）を名称変更）・東京都赤十字血液センター（開設）（旧社屋））
  - 葛飾事業所（旧名称:葛飾出張所（東京都東赤十字血液センターを名称変更）・東京都東赤十字血液センター（東京東赤十字血液センターを名称変更）・東京東赤十字血液センター（葛飾赤十字血液センターを名称変更）・葛飾赤十字血液センター（東京都葛飾赤十字血液センターを独立し開設）・東京都葛飾赤十字血液センター（開設））
  - 大田出張所（旧名称:東京都南赤十字血液センター（東京南赤十字血液センターを名称変更）・東京南赤十字血液センター（東京都大田赤十字血液センターを名称変更）・東京都大田赤十字血液センター（大田出張所を独立し名称変更）・大田出張所（開設））
  - 新宿西口出張所（新宿西口献血ルーム）
  - 都庁出張所（都庁献血ルーム）
  - 新宿東口出張所（新宿東口献血ルーム）
  - ハチ公前出張所（ハチ公前献血ルーム）
  - 池袋出張所（献血ルーム 池袋い〜すと）
  - 池袋第二出張所（献血ルーム 池袋ぷらっと）
  - 有楽町出張所（有楽町献血ルーム）
  - 秋葉原万世橋出張所（akiba:F献血ルーム）
  - 東京スカイツリータウン出張所（献血ルーム feel）
  - 吉祥寺出張所（献血ルーム 吉祥寺タキオン）
  - 立川出張所（立川献血ルーム）
  - 町田出張所（まちだ献血ルーム comfy（旧名称:まちだ献血ルーム））
  - 東京八重洲出張所（東京八重洲献血ルーム）
- 神奈川県赤十字血液センター[注釈 45]
  - 湘南事業所（旧名称:神奈川県赤十字血液センター（神奈川県湘南赤十字血液センターを名称変更）（旧社屋）・神奈川県湘南赤十字血液センター（湘南赤十字血液センターを名称変更）・湘南赤十字血液センター（開設））
  - 横浜駅西口出張所（横浜Leaf献血ルーム）
  - 横浜駅東口出張所（横浜SKY献血ルーム）
  - 二俣川出張所（二俣川献血ルーム）
  - 川崎駅東口出張所 （かわさきルフロン献血ルーム）
  - 溝の口出張所（みぞのくち献血ルーム）
  - 藤沢出張所（クロスウェーブ湘南藤沢献血ルーム）
  - 海老名出張所（海老名献血ルーム）
- 新潟県赤十字血液センター[注釈 46]
  - 長岡供給出張所
  - 万代出張所（献血ルーム ばんだい・ゆとりろ）
  - 長岡出張所（献血ルーム 千秋）
- 山梨県赤十字血液センター
  - 甲府出張所（甲府献血ルーム グレープ）
- 長野県赤十字血液センター
  - 松本供給出張所（旧名称:松本出張所（長野県松本赤十字血液センターを名称変更）・長野県松本赤十字血液センター（開設））
  - 松本公園通り出張所（松本献血ルーム サントビューネ）
  - 問御所出張所（長野献血ルーム）

### 東海北陸
東海北陸ブロック血液センター
- 石川製造所
- 富山県赤十字血液センター[注釈 47]
  - 富山駅前出張所（マリエ献血ルーム）
- 石川県赤十字血液センター[注釈 48]
  - 武蔵ヶ辻出張所（献血ルーム ル・キューブ）
  - 県庁前出張所（献血ルーム くらつき）
- 福井県赤十字血液センター
  - 敦賀供給出張所
  - 福井県赤十字血液センター（献血ホール「いぶき」）
- 岐阜県赤十字血液センター
  - 高山供給出張所
  - 岐阜県赤十字血液センター（あかなべ献血ルーム）
  - 岐阜駅出張所（岐阜献血ルーム アクティブＧ）
- 静岡県赤十字血液センター[注釈 49]
  - 伊豆供給出張所
  - 沼津事業所（旧名称:静岡県沼津赤十字血液センター（沼津出張所を新築移転）・沼津出張所（開設））
  - 浜松事業所（旧名称:静岡県浜松赤十字血液センター（県内血液センターの一本化に伴い浜松赤十字血液センターを名称変更）・浜松赤十字血液センター（浜松出張所を新築移転）・浜松出張所（開設））
  - 青葉出張所（献血ルーム・あおば）　
  - 柿田川出張所（献血ルーム・柿田川）
  - 浜松駅前出張所（献血ルーム・みゅうず）
- 愛知県赤十字血液センター
  - 豊橋事業所（旧名称:豊橋出張所（愛知県豊橋赤十字血液センターを名称変更）・愛知県豊橋赤十字血液センター（県内血液センターの一体運営開始の為、豊橋赤十字血液センターを名称変更）・豊橋赤十字血液センター（愛知県豊橋赤十字血液センターより独立）・愛知県豊橋赤十字血液センター（開設））
  - 栄出張所（栄献血ルーム）
  - 大須出張所（大須万松寺献血ルーム）
  - 豊田出張所（豊田献血ルーム）
  - 岡崎出張所（岡崎献血ルーム）
  - 名古屋駅前出張所（献血ルーム タワーズ20）
  - 名古屋駅前第二出張所（献血ルーム ゲートタワー26）
  - 則武新町出張所（献血ルーム フォレスト）
- 三重県赤十字血液センター
  - 四日市出張所（四日市献血ルーム「サンセリテ」）
  - 伊勢出張所（伊勢献血ルーム「ハートワン」）

### 近畿
近畿ブロック血液センター
- 兵庫製造所
- 福知山分室
- 大阪分室
- 滋賀県赤十字血液センター
  - 草津出張所（びわ湖草津献血ルーム）
- 京都府赤十字血液センター[注釈 50]
  - 福知山出張所（旧名称:京都府福知山赤十字血液センター）
  - 四条出張所（献血ルーム四条）
  - 京都駅前出張所（献血ルーム京都駅前）
  - 伏見大手筋出張所（献血ルーム伏見大手筋）
- 大阪府赤十字血液センター
  - 北大阪事業所（旧名称:大阪府北大阪赤十字血液センター）
  - 南大阪事業所（旧名称:大阪府南大阪赤十字血液センター）
  - 大阪駅前出張所（阪急グランドビル24献血ルーム）
  - 西梅田出張所（西梅田献血ルーム）
  - 御堂筋出張所（御堂筋献血ルーム CROSS CAFE）
  - なんば出張所（まいどなんば献血ルーム）
  - あべの出張所（あべの献血ルーム KiZooNa）
  - 曾根崎出張所（曾根崎献血ルーム RedOne CLUB）
  - 古川橋出張所 （門真献血ルーム）
  - 枚方出張所（京阪枚方市駅献血ルーム）
  - 茨木出張所（阪急茨木市駅献血ルーム）
  - 堺東出張所（堺東献血ルーム）
- 兵庫県赤十字血液センター
  - 姫路事業所（旧名称:兵庫県姫路赤十字血液センター（姫路赤十字血液センターを名称変更）・姫路赤十字血液センター（開設））
  - 淡路供給出張所
  - 豊岡出張所
  - 三宮出張所（ミント神戸15献血ルーム）
  - 三宮センタープラザ出張所（三宮センタープラザminamo献血ルーム）
  - 新長田出張所（新長田鉄人前献血ルーム）
  - 西宮出張所（にしきた献血ルーム）
  - 尼崎出張所（塚口さんさんタウン献血ルーム）
  - 姫路駅前通出張所（姫路みゆき献血ルーム）
- 奈良県赤十字血液センター
  - 奈良出張所（近鉄奈良駅ビル献血ルーム）
- 和歌山県赤十字血液センター[注釈 51]
  - 紀南出張所
  - 和歌山駅前出張所（和歌山駅前献血ルーム）

### 中国四国
中四国ブロック血液センター
- 鳥取県赤十字血液センター
  - 日吉津出張所（献血ルームひえづ）
  - 米子出張所（旧名称:西部出張所）
- 島根県赤十字血液センター
  - 浜田供給出張所
  - 島根県赤十字血液センター（献血ルームだんだん）
- 岡山県赤十字血液センター
  - 岡山県赤十字血液センター（献血ルーム うらら）
  - 表町出張所（献血ルーム ももたろう）
  - 津山供給出張所
- 広島県赤十字血液センター
  - 紙屋町出張所（献血ルーム「ピース」）
  - 本通出張所（献血ルーム「もみじ」）
  - 福山出張所
  - 献血が分かる！体験型見学スペース「赤十字プラザ」
- 山口県赤十字血液センター
  - 西部供給出張所
  - 東部供給出張所
  - 山口県赤十字血液センター（やまぐち献血ルームFor you）
- 徳島県赤十字血液センター
  - 徳島駅前出張所（献血ルーム アミコ）
- 香川県赤十字血液センター
  - 丸亀町出張所（丸亀町献血ルーム「オリーブ」）
- 愛媛県赤十字血液センター
  - 大街道出張所（大街道献血ルーム）
- 高知県赤十字血液センター[注釈 52]
  - 本町出張所（献血ルーム「ハートピアやまもも」）

### 九州沖縄
九州ブロック血液センター
- 筑紫野分室
- 福岡県赤十字血液センター
  - 北九州事業所（旧名称:福岡県北九州赤十字血液センター（北九州赤十字血液センターを名称変更）・北九州赤十字血液センター（開設））
  - 博多駅前出張所（献血ルーム・おっしょい博多）
  - 八幡出張所（献血ルーム・くろさきクローバー）
  - 博多出張所（献血ルーム・キャナルシティ）
  - 小倉魚町出張所（献血ルーム・魚町銀天街）
  - 天神西通り出張所（献血ルーム・天神西通り）
- 佐賀県赤十字血液センター
  - 佐賀県赤十字血液センター（献血プラザさが）
- 長崎県赤十字血液センター
  - 佐世保出張所（旧名称:長崎県佐世保赤十字血液センター（佐世保赤十字血液センターを名称変更）・佐世保赤十字血液センター（開設））
  - 浜町出張所（献血ルーム・はまのまち）
  - 西海出張所（献血ルーム・西梅）
- 熊本県赤十字血液センター
  - 熊本県赤十字血液センター（日赤プラザ献血ルーム）
  - 下通り出張所（下通り献血ルームCOCOSA）
- 大分県赤十字血液センター
  - わさだ出張所（献血ルーム・わったん）
- 宮崎県赤十字血液センター
  - 橘通出張所（献血ルーム・カリーノ）
  - 延岡供給出張所
- 鹿児島県赤十字血液センター
  - 鹿屋出張所
  - 川内出張所
  - 鹿児島県赤十字血液センター（献血プラザかもいけクロス）
  - 天文館出張所（献血ルーム・天文館）
- 沖縄県赤十字血液センター
  - 久茂地出張所（くもじ献血ルーム）

### 閉所・移転 ・廃止・休止した施設

#### 北海道
- 北海道赤十字血液センター
  - 美原出張所（みはら献血ルーム）- 2000年9月24日閉所。
  - （旧）買物公園出張所（マルカツ献血ルーム）-（旧）買物公園出張所（マルカツ献血ルーム）は西武百貨店旭川店B館9Fに移転、（新）買物公園出張所（西武日赤献血ルーム）として1992年9月開所。
  - （新）買物公園出張所（西武日赤献血ルーム）- 2015年3月21日閉所。（新）買物公園出張所（西武日赤献血ルーム）はイオンモール旭川駅前4階に移転、旭川駅前出張所（北彩都あさひかわ献血ルーム）に改称し2015年3月27日開所。
  - 小樽出張所 - 1984年5月廃止。
  - 昭和出張所（ぷらっと946献血ルーム）- 2021年1月31日閉所。

#### 東北
- 青森県赤十字血液センター
  - 八戸献血ルーム - 青森県内の献血ルームの再編整備計画に伴い、2017年3月31日休止。
- 宮城県赤十字血液センター
  - 長町採血出張所 - 1970年11月廃止。
  - 国立仙台病院採血出張所 - 1977年6月廃止。
  - 公立佐沼病院採血出張所 - 1985年廃止。
  - 古川採血出張所 - 1989年6月廃止。
  - 気仙沼採血出張所 - 1989年11月廃止。
  - 築館採血出張所 - 1990年5月廃止。
  - 広南病院採血出張所 - 1991年3月廃止。
  - 東北大学病院採血出張所 - 1991年3月廃止。
  - 白石採血出張所 - 1992年3月廃止。
  - 角田採血出張所 - 1992年3月廃止。
  - 石巻採血出張所 - 1993年3月廃止。
  - （旧）青葉通り出張所（藤崎献血ルーム）-（旧）青葉通り出張所（藤崎献血ルーム）はフジサキアネックス一番町 6Fに移転、（新）青葉通り出張所（藤崎献血ルーム）として1997年11月開所。
  - （新）青葉通り出張所（藤崎献血ルーム）- 2001年7月リニューアルオープン（移転）・2009年12月1日閉所。（新）青葉通り出張所（藤崎献血ルーム）は宮城県仙台市青葉区一番町4-9-18TICビル6Fに移転、一番町出張所（杜の都献血ルームAOBA）に改称し2009年12月10日開所。　
  - 一番町出張所（一番町献血ルーム）- ルーム内の手狭や老朽化に伴い2004年5月31日閉所。一番町出張所（一番町献血ルーム）閉所後は仙台駅前出張所（献血ルームアエル20）を新設し2004年6月1日開所。
  - 仙台駅北口出張所（仙台駅北口献血ルーム）- ルーム内の手狭や老朽化に伴い2004年5月31日閉所。仙台駅北口出張所（仙台駅北口献血ルーム）閉所後は仙台駅前出張所（献血ルームアエル20）を新設し2004年6月1日開所。
  - 追供給出張所-2013年3月31日閉所。追供給出張所閉所後は2013年4月1日に登米供給出張所に改称し新築移転開所。
  - 北仙台献血ルーム - 2005年4月1日に献血業務休止。
- 秋田県赤十字血液センター
  - 秋田県赤十字血液センター特設献血ステーション - 2017年3月31日閉所。
- 山形県赤十字血液センター
  - 七日町出張所（なのかまち献血ルーム）- 2012年10月5日閉所。七日町出張所（なのかまち献血ルーム）は山形センタービル5階に移転、山形駅前出張所（献血ルームＳＡＫＵＲＡＭＢＯ）として2012年10月9日開所。
- 福島県赤十字血液センター
  - 原町供給出張所 - 2011年11月に（旧）相馬供給出張所に改称し移転開所。
  - （旧）相馬供給出張所 - 2015年6月に（新）相馬供給出張所に新築移転開所。　
  - （旧）郡山供給出張所 - 2012年3月に（新）郡山供給出張所に新築移転開所。
  - （旧）郡山駅出張所（郡山駅献血ルーム）-（旧）郡山駅出張所（郡山駅献血ルーム）は郡山市燧田195ＪＲ郡山駅構内１階に移転、（新）郡山駅出張所（郡山駅献血ルーム）として2006年7月新装開所。
  - （新）郡山駅出張所（郡山駅献血ルーム）- 郡山駅前の移転に伴い2017年2月11日閉所。郡山駅出張所（郡山駅献血ルーム）はダイワロットホテル郡山駅前3階に移転、郡山駅前出張所（郡山駅前献血ルーム）として2017年2月16日新規開所。
  - 会津出張所 - 福島県内の献血ルーム再編の為2020年3月30日閉所。

#### 関東甲信越
- 茨城県赤十字血液センター
  - （旧）水戸出張所（水戸献血ルーム ）-（旧）水戸出張所（水戸献血ルーム ）はエクセルみなみ6階に移転、（新）水戸出張所（献血ルームMEET）として2015年3月20日開所。
  - 日立出張所　(日立献血ルームさくら) -（新）水戸出張所（献血ルームMEET）に統合するため2017年3月31日閉所。
  - 土浦出張所 - 2015年3月31日閉所。土浦出張所閉所後は献血業務を東茨城郡茨城町にある茨城県赤十字血液センターに集約、血液製剤供給業務はつくば市につくば供給出張所を新設し2015年4月1日開所。
- 栃木県赤十字血液センター
  - オリオン通り出張所（オリオン通り献血ルーム）- 2004年3月28日閉所。オリオン通り出張所（オリオン通り献血ルーム）は明治安田生命宇都宮大通りビル1Fに移転、宇都宮大通り出張所（うつのみや大通り献血ルーム）として改称し同年4月1日に開所。
- 群馬県赤十字血液センター
  - （旧）高崎出張所（献血ルーム・高崎熱血倶楽部）- 2010年12月12日閉所。（旧）高崎出張所（献血ルーム・高崎熱血倶楽部）はＪＲ高崎駅東口イーサイト高崎３階に移転、（新）高崎出張所（高崎駅献血ルームHarmony）として同年12月15日開所。
- 千葉県赤十字血液センター
  - （旧）浦安出張所（献血ルームうらやす）-（旧）浦安出張所（献血ルームうらやす）はイクスピアリのオープンに合わせて移転、（新）浦安出張所（献血ルームイクスピアリ）として2000年7月開所。
  - （旧）津田沼出張所（津田沼献血ルーム）- 2012年9月30日閉所。（旧）津田沼出張所（津田沼献血ルーム）は津田沼パルコ6階に移転、（新）津田沼出張所（津田沼献血ルーム）として同年10月5日開所。
  - （新）浦安出張所（献血ルームイクスピアリ）- 2007年3月25日閉所。（新）浦安出張所（献血ルームイクスピアリ）閉所後は松戸出張所（松戸献血ルームpure）を新設し2007年4月1日開所。
- 埼玉県赤十字血液センター
  - 第三血液センター開設準備室 - 1993年9月廃止。
  - 第三血液センター建設準備室 - 1993年5月廃止。
  - 浦和出張所 - 1983年12月廃止。
  - 大宮出張所 - 1983年12月廃止。
  - 大宮第二出張所 - 1983年12月廃止。
  - 東松山出張所 - 1983年12月廃止。
  - 深谷出張所 - 1983年12月廃止。
  - 川口出張所 - 1983年12月廃止。
  - 大宮分室 - 2003年1月廃止。
  - 伊奈事業所（旧名称:伊奈出張所（埼玉県伊奈赤十字血液センターを名称変更）・埼玉県伊奈赤十字血液センター（埼玉県赤十字血液センター（旧社屋）を名称変更）・埼玉県赤十字血液センター（開設）（旧社屋））- 2015年3月31日閉所。伊奈事業所閉所後はさいたま市見沼区の新社屋に移転、埼玉県赤十字血液センター（現社屋）に改称し2015年4月2日開所。
- 東京都赤十字血液センター
  - 八王子赤十字血液センター-立川市に移転し、1994年6月、東京西赤十字血液センター（現:東京都赤十字血液センター立川事業所）に改称。
  - （旧）有楽町出張所（有楽町献血ルーム）-（旧）有楽町出張所（有楽町献血ルーム）は同東京交通会館同6階に移転、（新）有楽町出張所（有楽町献血ルーム）として2010年10月5日に開所。
  - （旧）町田出張所（まちだ献血ルーム）-（旧）町田出張所（まちだ献血ルーム）は近隣の町映ビル7階の移転と同時に（新）町田出張所（まちだ献血ルームcomfy）に愛称変更し2010年8月1日開所。
  - （旧）立川出張所（立川献血ルーム）-（旧）立川出張所（立川献血ルーム）は立川駅北口に移転、（新）立川出張所（立川献血ルーム）として2007年9月に開所。
  - （旧）吉祥寺出張所（献血ルーム吉祥寺タキオン）-（旧）吉祥寺出張所（献血ルーム吉祥寺タキオン）はダイヤバローレビル4階から8階に移転、（新）吉祥寺出張所（献血ルーム吉祥寺タキオン）として2009年12月に開所。
  - 渋谷第二出張所（旧名称:渋谷第三出張所）（献血ルームSHIBU SUN）-2005年6月に渋谷第三出張所（献血ルームSHIBU SUN）から渋谷第二出張所（献血ルームSHIBU SUN）に改称し2009年5月に閉所。
  - 吉祥寺第二出張所（献血ルーム吉祥寺タキオン2）-吉祥寺出張所（献血ルーム吉祥寺タキオン）と統合し（旧）吉祥寺出張所（献血ルーム吉祥寺タキオン）を1993年12月に開所。
  - （旧旧）吉祥寺出張所（献血ルーム吉祥寺タキオン）-吉祥寺第二出張所（献血ルーム吉祥寺タキオン2）と統合し（旧）吉祥寺出張所（献血ルーム吉祥寺タキオン）を1993年12月に開所。
  - 秋葉原出張所（秋葉原献血ルーム）-2001年7月閉所。
  - 渋谷出張所（渋谷献血ルーム）-2005年5月31日閉所。
  - 上野出張所（上野400）-2005年4月閉所。
  - 五反田出張所（献血ルーム五反田）-2005年12月29日閉所。
  - 大森出張所（大森献血ルーム）-2000年10月閉所。
  - 平井出張所（平井献血ルーム）-1994年2月閉所。
  - 中野出張所（献血ルーム中野サンメイト）-1999年6月閉所。
  - 池袋出張所（日赤西武献血ルーム）-2002年8月閉所。
  - 八王子駅ビル出張所（八王子献血ルーム）-2007年9月閉所。
  - 豊島出張所-1974年3月閉所。
  - 駒込事業所（旧名称:東京都東赤十字血液センター駒込出張所（東京都北赤十字血液センターを名称変更）・東京都北赤十字血液センター（東京都東京北赤十字血液センターを名称変更）・東京都東京北赤十字血液センター（東京都駒込赤十字血液センターを名称変更）・東京都駒込赤十字血液センター（駒込出張所を独立し開設）・駒込出張所（開設））-事業計画に基づき2016年6月閉所。
  - 渋谷供給出張所-事業計画に基づき2015年11月閉所。
  - （旧）渋谷第二出張所（SHIBU2献血ルーム）-2003年12月28日閉所。（旧）渋谷第二出張所（SHIBU2献血ルーム）は渋谷駅南口に移転、（新）渋谷第二出張所（SHIBU2献血ルーム）として2004年1月2日開所。
  - 渋谷出張所（旧名称:（新）渋谷第二出張所）（SHIBU2献血ルーム）-2005年6月に（新）渋谷第二出張所（SHIBU2献血ルーム）から渋谷出張所（SHIBU2献血ルーム）に改称し2013年3月31日閉所。
  - 秋葉原出張所（アキバ献血ルーム）-2016年5月28日閉所。
  - （旧）新宿東口出張所（新宿東口献血ルーム）-カワセビルの建て替えに伴い2018年4月15日に一旦閉所したが2021年12月17日に再開所。
  - 新宿東口駅前出張所（新宿東口駅前献血ルーム）- 2021年12月12日閉所。
  - 新宿東口新宿通り出張所（献血ルーム新宿ギフト）- 2021年12月12日閉所。
- 神奈川県赤十字血液センター
  - 横浜事業所（旧名称:神奈川県横浜赤十字血液センター（神奈川県赤十字血液センター（旧社屋）を名称変更）・神奈川県赤十字血液センター（開設）（旧社屋））-施設の老朽化のため2017年7月3日閉所。横浜事業所閉所後は横浜市港北区の新社屋に移転、神奈川県赤十字血液センター（現社屋）に改称し2017年7月20日開所。
  - 神奈川県川崎赤十字血液センター（旧名称:川崎赤十字血液センター） -組織改変により2008年3月31日閉所。
  - 横須賀赤十字血液センター -県内赤十字血液センターの一本化に伴い1996年3月31日閉所。
  - 本厚木出張所（本厚木献血ルーム）-海老名出張所（海老名献血ルーム）開所に伴い2022年6月26日閉所。
- 長野県赤十字血液センター
  - 松本伊勢町出張所（松本献血ルーム）-松本伊勢町出張所（松本献血ルーム）はジブラルタ生命ビル2Fに移転、松本公園通り出張所（松本献血ルームサントビューネ）と改称し2012年12月14日開所。
  - 諏訪出張所（旧名称:長野県諏訪赤十字血液センター）-献血ルーム再編に伴い2022年3月31日閉所。
- 新潟県赤十字血液センター
  - （旧）万代出張所（献血ルーム・ばんだいゆとりろ）-（旧）万代出張所（献血ルーム・ばんだいゆとりろ）は損保ジャパン・アクサ新潟ビル2Fに移転、（新）万代出張所（献血ルーム・ばんだいゆとりろ）として2004年12月25日開所。
  - （旧）長岡出張所（長岡きたまち献血ルーム）-2010年12月19日閉所。（旧）長岡出張所（長岡きたまち献血ルーム）はセンタープラザ２Fに移転、（新）長岡出張所（献血ルーム千秋）として同年12月22日に開所。
  - （旧）東堀出張所（東堀献血ルーム）-（旧）東堀出張所（東堀献血ルーム）は東堀パーク600 2Fに移転、（新）東堀出張所（東堀献血ルーム）として1995年9月に開所。
  - （新）東堀出張所（献血ROOM@東堀ふるふる（旧名称:東堀献血ルーム））- 2009年1月13日に東堀出張所（東堀献血ルーム）から東堀出張所（献血ROOM@東堀ふるふる）に改称し（新）万代出張所（献血ルーム・ばんだいゆとりろ）に統合する為2014年6月17日閉所。

#### 東海北陸
- 岐阜県赤十字血液センター
  - 多治見駅前出張所（多治見駅前献血ルーム）-2018年3月28日閉所。
  - 新岐阜出張所（新岐阜献血ルーム）-2023年3月18日閉所。
- 静岡県赤十字血液センター
  - 沼津駅前出張所（献血ルーム・エイブル）-2012年7月24日閉所。沼津駅前出張所（献血ルーム・エイブル）はサントムーン柿田川に移転、柿田川出張所（献血ルーム・柿田川）に改称し、同年7月27日に開所。
- 愛知県赤十字血液センター
  - （旧旧）名古屋駅前出張所（名駅献血ルーム）- （旧旧）名古屋駅前出張所（名駅献血ルーム）は名古屋市中村区名駅三丁目28番地12号に移転、（旧）名古屋駅前出張所（大名古屋ビル献血ルーム）として2001年2月開所。
  - （旧）名古屋駅前出張所（大名古屋ビル献血ルーム）- JRセントラルタワーズオフィスタワー20階の移転に伴い2011年10月6日閉所。（旧）名古屋駅前出張所（大名古屋ビル献血ルーム）はJRセントラルタワーズオフィスタワー20階に移転、（新）名古屋駅前出張所（献血ルームタワーズ20）として同年10月8日開所。
  - （旧）栄出張所（栄献血ルーム）-（旧）栄出張所（栄献血ルーム）は名古屋市中区栄三丁目15番地33号に移転、（新）栄出張所（栄献血ルーム）として1990年6月開所。
  - （旧）岡崎出張所（岡崎献血ルーム）-（旧）岡崎出張所（岡崎献血ルーム）は岡崎市明大寺町字等東1ｰ1に移転、（新）岡崎出張所（岡崎献血ルーム）として2003年5月開所。
  - 三の丸出張所（三の丸献血ルーム）-三の丸出張所（三の丸献血ルーム）は名古屋市東区白壁一丁目50番地に移転、白壁出張所（白壁献血ルーム）に改称し1993年5月開所。
  - 白壁出張所（白壁献血ルーム）-2006年9月閉所。
  - 星ヶ丘出張所（星ヶ丘献血ルーム）-2003年3月閉所。
  - 白鳥出張所（献血バス基地）-2005年10月閉所。白鳥出張所（献血バス基地）閉所後は愛知県赤十字血液センターに移動採血部門を集約。
  - 豊橋採血出張所-1968年11月廃止。豊橋採血出張所廃止後は愛知県赤十字血液センターの支所として愛知県豊橋赤十字血液センターを開設し、1971年4月に愛知県豊橋赤十字血液センターを豊橋赤十字血液センターとして独立。1999年4月には県内血液センター一体運営を開始した為、豊橋赤十字血液センターを愛知県豊橋赤十字血液センターに改称し検査業務を愛知県赤十字血液センターに集約。2012年4月には愛知県豊橋赤十字血液センターから愛知県赤十字血液センター豊橋出張所に改称、2014年4月に豊橋出張所を豊橋事業所に再度改称。
  - 一宮出張所- 1977年4月廃止。
  - 半田出張所- 1982年6月廃止。
  - 金山出張所（金山献血ルーム）- 施設の老朽化に伴い2017年4月13日閉所。
  - 刈谷出張所（刈谷献血ルーム）- 施設の老朽化に伴い2017年4月16日閉所。
- 三重県赤十字血液センター
  - 四日市出張所-1976年8月廃止。

#### 近畿
- 滋賀県赤十字血液センター
  - 長浜採血出張所（湖北献血ルーム）-長浜採血出張所（湖北献血ルーム）は長浜サンパレスに移転、長浜出張所 （湖北献血ルーム）に改称し、2001年7月3日に開所。
  - 長浜出張所 （湖北献血ルーム）-2014年6月28日閉所。
- 大阪府赤十字血液センター
  - 日本橋出張所（日本橋献血ルーム）-大阪市内の献血ルームの再編計画に伴い2018年3月29日閉所。
- 兵庫県赤十字血液センター
  - 三宮センタープラザ出張所（三宮センタープラザ献血ルーム）-2023年3月15日閉所。
  - 運転免許試験場出張所（明石運転免許試験場献血ルーム）-2023年6月27日閉所。
- 奈良県赤十字血液センター
  - （旧旧）奈良出張所（なら献血ルーム）-（旧旧）奈良出張所（なら献血ルーム）は石崎眼科ビルに移転、（旧）奈良出張所（なら献血ルーム）として1998年9月2日開所。
  - （旧）奈良出張所（なら献血ルーム）-（旧）奈良出張所（なら献血ルーム）は近鉄奈良ビル6階に移転、（新）奈良出張所（近鉄奈良駅ビル献血ルーム）として2007年2月1日開所。
  - 奈良医大出張所-2000年4月1日廃止。
  - 天理出張所-2011年4月1日廃止。
- 和歌山県赤十字血液センター
  - 田辺出張所（旧名称:和歌山県田辺赤十字血液センター）-田辺出張所は西牟婁郡上富田町生馬674番18に新築移転、紀南出張所に改称し2019年8月29日開所。

#### 中国四国
中四国ブロック血液センター
- 香川製造所-2015年4月1日閉所。
- 島根県赤十字血液センター
  - 益田出張所-2018年3月31日閉所。
- 広島県赤十字血液センター
  - 三次出張所-1977年4月廃止。
  - 三原出張所-1978年4月廃止。　
  - 福山出張所-1980年7月廃止。
  - 呉出張所-1994年3月廃止。
  - 紙屋町出張所（献血ルーム「もみじ」）- 紙屋町出張所（献血ルーム「もみじ」）は明治安田生命広島本通ビル1・2階に移転、本通出張所（献血ルーム「もみじ」）に改称し2000年4月開所。
  - 福山供給出張所 - 福山供給出張所は福山市引野町2丁目23番26号に移転、2021年3月16日福山出張所に統合。
  - 献血ルーム「ばら」- 2020年3月18日閉所。

#### 九州沖縄
九州ブロック血液センター
- 沖縄製造所-2019年3月閉所。
- 福岡県赤十字血液センター
  - 久留米供給出張所- 2006年3月閉所。
  - 天神出張所（旧名称:福岡県天神赤十字血液センター）（献血ルーム・ 北天神）- 2011年3月18日閉所。
  - 天神中央出張所（献血ルーム ・ハッピークロスイムズ）- イムズ閉館に伴い、2021年8月31日閉所。　天神中央出張所（献血ルーム ・ハッピークロスイムズ）は福岡市中央区天神西通りに移転、天神西通り出張所（献血ルーム ・天神西通り）に改称し同年9月6日開所。
- 長崎県赤十字血液センター
  - 佐世保赤十字血液センター（現:長崎県赤十字血液センター佐世保出張所）大村出張所-1976年4月廃止。
- 鹿児島県赤十字血液センター
  - 名瀬出張所-1980年廃止。

## 社会福祉施設

### 乳児院
- 日本赤十字社医療センター附属乳児院（旧名称:日本赤十字社産院乳児院）
- 日赤岩手乳児院（旧名称:岩手乳児院・岩手保育園・日本赤十字社岩手支部病院保育園）
- 秋田赤十字乳児院[注釈 54][注釈 55]（旧名称:秋田県乳児院）
- 日本赤十字社茨城県支部乳児院（旧名称:日本赤十字社茨城支部乳児預り所）
- 松本赤十字乳児院[注釈 56][注釈 57]（旧名称:松本市乳児院）
- 松江赤十字乳児院[注釈 58]（旧名称:松江市立乳児院）
- 徳島赤十字乳児院[注釈 59]（旧名称:徳島県立徳島乳児院）

### 保育所
- 日本赤十字社小樽保育所
- 日本赤十字社釧路さかえ保育園
- 武蔵野赤十字保育園[注釈 60]

### 児童養護施設
- 赤十字子供の家
  - グループホーム（エトワールフィユ山﨑）
  - グループホーム（さくら）

### 医療型障がい児入所施設
- 大阪赤十字病院附属大手前整肢学園[注釈 61]（旧名称:大阪府立大手前整肢学園）
- 徳島赤十字ひのみね総合療育センター-平成27年度から、徳島赤十字ひのみね総合療育センターひのみね学園（旧名称:徳島県立ひのみね整肢医療センターひのみね学園・徳島県立ひのみね整肢医療センター・徳島県立ひのみね学園）と徳島赤十字ひのみね総合療育センターひのみね療育園[注釈 62]（旧名称:徳島県立ひのみね整枝医療センターひのみね療育園）を統合して、施設名を現在の名称に変更。

### 特別養護老人ホーム
- 特別養護老人ホーム日赤鶯鳴荘
- 日本赤十字社埼玉県支部特別養護老人ホーム小川ひなた荘
- 日本赤十字社埼玉県支部特別養護老人ホーム彩華園[注釈 63]（旧名称:埼玉県立彩華園）
- 日本赤十字社福岡県支部特別養護老人ホーム大寿園
- 日本赤十字社福岡県支部特別養護老人ホームやすらぎの郷[注釈 63]（旧名称:やすらぎの郷）
- 日本赤十字社福岡県支部特別養護老人ホーム豊寿園
- 日本赤十字社鹿児島県支部特別養護老人ホーム錦江園

### 老人保健施設
- 伊豆赤十字介護老人保健施設・グリーンズ修善寺
- 高山赤十字介護老人保健施設・はなさと
- 伊勢赤十字老人保健施設・虹の苑（旧名称:山田赤十字老人保健施設・虹の苑）
- 多可赤十字老人保健施設（旧名称:中町赤十字老人保健施設）
- 岡山赤十字老人保健施設・玉野マリンホーム
- 小野田赤十字老人保健施設

### 介護医療院
- 下伊那赤十字病院介護医療院
- 小清水赤十字病院介護医療院
- 多可赤十字介護医療院
- 伊豆赤十字介護医療院
- 小野田赤十字介護医療院

### 介護支援施設
- 伊豆赤十字居宅介護支援センター

### 障がい者支援施設
- 徳島赤十字障がい者支援施設ひのみね-平成27年度に徳島赤十字ひのみね総合療育センターひのみね療護園[注釈 62]（旧名称:徳島県立ひのみね整肢医療センターひのみね療護園）より名称変更。

### 補装具製作施設
- 日本赤十字社千葉県支部義肢製作所

### 視覚障がい者情報提供施設
- 日本赤十字社北海道支部点字図書センター

### 複合型施設
- 日本赤十字社総合福祉センター

### 廃止
- 浜松リハビリテーションセンター（旧名称:浜松療護園）- 平成14年3月廃止。

## 教育施設

### 大学・短期大学
学校法人日本赤十字学園（旧法人名：財団法人日本赤十字女子専門学校）
- 日本赤十字看護大学
  - 広尾キャンパス（看護学部および大学院看護学研究科）
  - 武蔵野キャンパス
  - 大宮キャンパス（さいたま看護学部）
- 日本赤十字北海道看護大学
- 日本赤十字東北看護大学（旧学校名：日本赤十字秋田看護大学）
- 日本赤十字東北看護大学介護福祉短期大学部（旧学校名：日本赤十字秋田短期大学）
- 日本赤十字豊田看護大学
- 日本赤十字広島看護大学
- 日本赤十字九州国際看護大学

### 助産師学校
- 日本赤十字社助産師学校（旧学校名:日本赤十字社助産婦学校[1]・日本赤十字社附属産婆養成所[2][注釈 64][1]。）

### 看護専門学校
- 浦河赤十字看護専門学校
- 石巻赤十字看護専門学校
- 長岡赤十字看護専門学校
- 諏訪赤十字看護専門学校
- 大津赤十字看護専門学校
- 京都第一赤十字看護専門学校
- 京都第二赤十字看護専門学校
- 姫路赤十字看護専門学校
- 岡山赤十字看護専門学校

### 研修施設
- 日本赤十字社幹部看護師研修センター
- 日本赤十字看護大学地域連携・フロンティアセンター

### 廃止・休止・改称した施設
看護専門学校・高等看護学院
- 高知赤十字高等看護学院 - 病院の経営不振により1971年、学生募集停止。1973年4月1日休止
- 名古屋赤十字看護専門学校 - 1989年、日本赤十字愛知短期大学の設置により学生募集停止。1991年3月廃止
- 秋田赤十字看護専門学校 - 1996年、日本赤十字秋田短期大学の設置により学生募集停止。1998年3月廃止
- 北見赤十字看護専門学校 - 2002年3月廃止
- 広島赤十字看護専門学校 - 2002年3月廃止
- 小松島赤十字看護専門学校 - 2002年3月廃止
- 福岡赤十字看護専門学校 - 2002年3月廃止
- 旭川赤十字看護専門学校 - 2003年3月廃止
- 釧路赤十字看護専門学校 - 2003年3月廃止
- 鳥取赤十字看護専門学校 - 2003年3月廃止
- 高松赤十字看護専門学校 - 2003年3月廃止
- 盛岡赤十字看護専門学校 - 2004年3月廃止
- 横浜赤十字看護専門学校 - 2004年3月廃止
- 高山赤十字看護専門学校 - 2004年3月廃止
- 静岡赤十字看護専門学校 - 2005年3月廃止
- 山口赤十字看護専門学校 - 2005年3月廃止
- 山田赤十字看護専門学校 - 2006年3月廃止
- 松江赤十字看護専門学校 - 2006年3月廃止
- 水戸赤十字看護専門学校 - 2007年3月廃止
- 前橋赤十字看護専門学校 - 2007年3月廃止
- 福井赤十字看護専門学校 - 2007年3月廃止
- 成田赤十字看護専門学校 - 2015年3月廃止
- さいたま赤十字看護専門学校（旧：大宮赤十字看護専門学校）- 2018年、日本赤十字看護大学大宮キャンパス（さいたま看護学部）の設置により学生募集停止、2020年3月廃止
- 松山赤十字看護専門学校 - 2019年3月廃止
- 富山赤十字看護専門学校-2021年3月廃止
- 和歌山赤十字看護専門学校-2021年3月廃止
- 長野赤十字看護専門学校 - 2022年3月廃止
- 大阪赤十字看護専門学校 - 2023年3月廃止
- 伊達赤十字看護専門学校 - 2024年3月廃止

短期大学
- 日本赤十字中央女子短期大学 - 1985年、学生募集終了。1986年、日本赤十字看護大学の設置により学生募集停止。1988年12月22日正式廃止
- 日本赤十字愛知短期大学 - 2003年、学生募集終了。2004年、日本赤十字豊田看護大学の設置により学生募集停止。2006年3月正式廃止
- 日本赤十字武蔵野短期大学 - 2004年、学生募集終了。2005年、日本赤十字看護大学への統合により学生募集停止。2008年9月22日正式廃止
- 日本赤十字秋田短期大学看護学科 - 2008年、学生募集終了。2009年、日本赤十字秋田看護大学の開設に伴い学生募集停止。2011年3月31日廃止

助産師学校・助産婦学校
- 大阪赤十字助産師学校（旧学校名:大阪赤十字助産婦学校） - 2008年3月廃止
- 武蔵野赤十字助産婦学校 - 1973年、日本赤十字武蔵野短期大学専攻科助産学専攻（2007年、学生募集終了。2008年9月22日正式廃止）に改称

## 指定管理
日本赤十字社が指定管理者として管理運営を受任する施設の一覧

### 医療機関
- 北海道立北見病院
- 兵庫県災害医療センター
- 横浜市立みなと赤十字病院
- 相模原赤十字病院附属相模原市立青野原診療所（旧施設名:津久井赤十字病院附属相模原市立青野原診療所・津久井赤十字病院附属神奈川県立青野原診療所）
- 相模原赤十字病院附属相模原市立千木良診療所（旧施設名:津久井赤十字病院附属相模原市立千木良診療所・津久井赤十字病院附属神奈川県立千木良診療所）
- 相模原赤十字病院附属相模原市立藤野診療所（旧施設名:津久井赤十字病院附属相模原市立藤野診療所・津久井赤十字病院附属神奈川県立藤野診療所）

### 社会福祉施設
乳児院
- 富山県立乳児院

医療型障がい児入所施設
- 青森県立はまなす医療療育センター（旧名称:青森県立はまなす学園[注釈 65]・はまなす学園）（2022年3月31日まで）

視覚障がい者情報提供施設
- 神奈川県ライトセンター（旧名称:神奈川県点字図書館）

聴覚障がい者施設
- 神奈川県聴覚障害者福祉センター-平成14年4月に神奈川県ろうあセンターより名称変更

### 廃止
- 有珠優健学園[注釈 66]

### 公共施設等
- 日赤安謝福祉複合施設（旧施設名:那覇市安謝福祉複合施設）（2022年3月31日まで）[5]
  - 安謝老人憩の家
  - 安謝児童館
- 京都市子ども保健医療相談・事故防止センター（2024年3月31日まで）[6]